# 星木屬
星木，又名星狀木，是一屬已滅絕的陸生維管植物，繁盛於早泥盆紀時期。它們被認為是石松綱下最基本的成員。

## 特徵
星木的植株高約12至40公分。根狀莖可延伸到地表下約20公分的深度。莖中央的木質部的橫切面為明顯的星形，故名星木。它們沒有真正的葉，而只有約5公釐長的無支撐帶狀結構（延伸葉），從莖中心的主束分支出的管狀構造痕跡終止於每個帶狀結構的基部。氣孔的構造說明了它們的組織能夠行光合作用。
星木和其他與其相近的早泥盆紀石松類（如鐮木、巴氏石松）的不同之處在於後者化石中的維管束痕跡有延伸到其葉狀構造中，因此鐮木與巴氏石松被認為擁有真正的「葉」，星木則否。

## 物種
星木屬的模式種為馬基星木（Asteroxylon mackiei）。另一個物種──Asteroxylon elberfeldense已被描述，但現在一般被認為是不同類的物種，並已被分配到另一屬Thursophyton。此外最初被命名為Asteroxylon setchellii的化石現已被認為是蕨類植物，而被改稱為Stenokoleos setchellii。

## 外部連結
- The Rhynie Chert and Asteroxylon （页面存档备份，存于）